# قائمة بتفشي الإيبولا

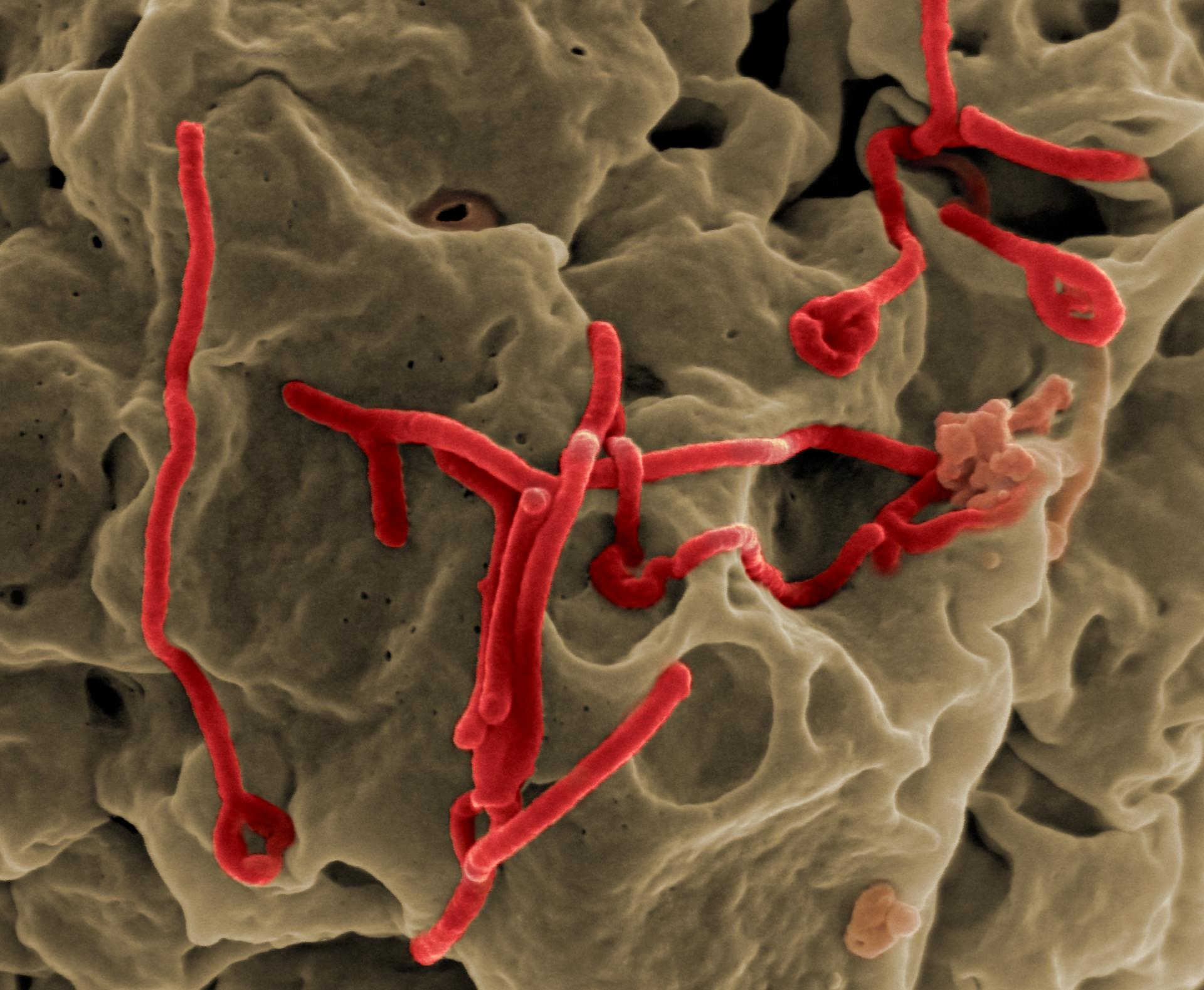
فيروس الإيبولا

تسرد هذه القائمة الحالات المعروفة لتفشي فيروس إيبولا، وهو مرض فيروسي شديد العدوى ومميت بشكل حاد يصيب البشر والحيوانات خاصة في أفريقيا الاستوائية. مسببات الأمراض المسؤولة عن المرض هي فيروسات الإيبولا الخمسة المعترف بها من قبل اللجنة الدولية لتصنيف الفيروسات: فيروس إيبولا زائير (EBOV)، فيروس السودان (SUDV)، فيروس ريستون (RESTV)، فيروس غابة تاي (TAFV)، وفيروس بونديبوغيو (BDBV). تسببت أربعة من المسببات الخمسة في إصابة البشر والحيوانات الأخرى بالمرض؛ في حين أظهر فيروس ريستون الأعراض السريرية فقط في الرئيسيات غير البشرية. وتسبب في حدوث عدوى تحت الإكلينيكي لدى البشر، مما أدى إلى استجابة الجسم المضاد دون أي أعراض أو علامات واضحة للمرض.
يندر انتقال فيروس الإيبولا بين بين مصادر المرض الطبيعية والبشر وغالبًا ما تظهر حالات فيروس الإيبولا  في صورة حالة واحدة حيث يتعامل أحد الأفراد مع جثت الغوريلا أو الشمبانزي أو الديكر. ثم ينتشر الفيروس من شخص إلى آخر، وخاصة في الأسر والمستشفيات خلال بعض طقوس التعامل مع الجثث حيث يكون الاتصال بين الأفراد أكثر احتمالًا.
طُبقت تدابير الصحة العامة بما في ذلك شبكة تفشي الأمراض والاستجابة لها الخاصة بمنظمة الصحة العالمية في المناطق المعرضة للخطر كرد فعل للتعاملات الفاشلة مع الإيبولا سابقًا مثلما حددث في أوغندا عام 2000  .أُنشأت المختبرات الميدانية لتأكيد الحالات بدلا من  شحن العينات إلى جنوب أفريقيا. كما تابعت مراكز السيطرة على الأمراض والوقاية منها  بالولايات المتحدة تفشي الإيبولا (كمسبب مرض مستقل بذاته).
ومن خلال التعلم من الاستجابات الفاشلة، كما حدث أثناء تفشي المرض في أوغندا عام 2000، أنشأت منظمة الصحة العالمية شبكتها العالمية للإنذار بحدوث التفشيات والاستجابة لها، كما وضعت تدابير أخرى للصحة العامة في المناطق المعرضة للخطر الشديد. وبدلاً من نقل العينات إلى جنوب أفريقيا، أُنشأت مختبرات ميدانية لتأكيد الحالات. كما راقب فرع مسببات الأمراض الخاصة التابع لمراكز مكافحة الأمراض والوقاية في الولايات المتحدة تفشي المرض عن كثب.
تعتبر نيجيريا أول بلد في غرب أفريقيا ينجح في الحد من انتشار الفيروس وتعتبر طريقة تعاملها مثالًا يُحتذى به من قبل البلدان الأخرى.

## الأحداث
المعلومات الواردة في الجداول التالية مأخوذة من منظمة الصحة العالمية. تستثني هذه البيانات جميع حالات العاملين في المختبر، وحالات فيروس ريستون (نظرًا لأنهم جميعًا بدون أعراض)، والحالات المشتبه فيها. للحصول على نظرة عامة كاملة، تم تضمين هذه الحالات أدناه مع الحواشي والمصادر الداعمة.

### التفشيات الواسعة
| تاريخ                   | البلد | الفيروس | عدد حالات الإصابة | عدد وفيات البشر | معدل الإماتة | الوصف |
| ----------------------- | --- | ------- | ----------------- | --------------- | ------------ | --- |
| يونيو–نوفمبر 1976       | السودان | SUDV    | 284               | 151             | 53%          | ظهرت الحالات في نزارا وماريدي والناطق المحيطة بين يونيو ونوفمبر عام 1976. أصيب العديد من أفراد طاقم الرعاية الصحية في المستشفيات. |
| أغسطس 1976              | زائير | EBOV    | 318               | 280             | 88%          | ظهرت الحالات في يامبوكو والمناطق المحيطة في أغسطس وانتشرت عن طريق الاتصال الشخصي والإبر الملوثة في المستشفيات والعيادات. |
| 1979                    | السودان | SUDV    | 34                | 22              | 65%          | ظهرت الحالات في نزارا وماريدي. تكرر الوباء مثلما حدث في وباء السودان عام 1976. |
| 1994                    | الغابون | EBOV    | 52                | 31              | 60%          | ظهرت الحالات لأول مرة في ميكوكو ومناجم الذهب المحيطة في الغابات المطيرة. |
| 1995                    | زائير | EBOV    | 315               | 254             | 81%          | ظهرت الحالات في كيكويتي والمناطق المحيطة ثم انتشر الوباء عبر العائلات. |
| 1996                    | الغابون | EBOV    | 37                | 21              | 57%          | ظهرت الحالات في منطقة مايبوت بين يناير وأبريل حيث أكل الصيادون جثة شيمبانزي ميتة وجدوها أثناء الصيد. أُصيب 19 شخصًا أكلوا من الجثة، بينما أصيبت باقي الحالات عبر العائلة. |
| 1996–1997               | الغابون | EBOV    | 60                | 45              | 75%          | ظهرت الحالات في منطقة بووي أثناء نقل المرضى إلأى ليبرفيل بين يوليو عام 1996 ويناير 1997. كانت أولى الحالات التي نقلت المرض صياد يعيش في إحدى مخيمات الغابة. انتقل المرض من خلال الاتصال الشخصي. كما وُجدت جثة شيمبانزي أثناء نفس الفترة. |
| 2000–2001               | أوغندا | SUDV    | 425               | 224             | 53%          | ظهرت الحالات في مقاطعات جولو وماسيندي وبارا في أوغندا كان الخطر الأكبر للإصابة بالمرض بفيروس السودان بحضور جنازات الأشخاص المصابين أو إصابة أحد أفراد العائلة أو من خلال تقديم الرعاية الصحية لأحد المرضى دون أخذ التدابير الوقائية اللازمة. |
| 2001–2002               | الغابون · جمهورية الكونغو | EBOV    | 122               | 96              | 79%          | ظهرت الحالات في منطقة الحدود بين الكونغو والجابون لأول مرة في الفترة بين أكتوبر عام 2001 ويوليو عام 2002. |
| 2002–2003               | جمهورية الكونغو | EBOV    | 143               | 128             | 90%          | ظهرت الحالات في مقاطعتي مبومو وكيلي بمحافظة كفيت كويست في الفترة بين ديسمبر 2002 وأبريل 2003. |
| 2003                    | جمهورية الكونغو | EBOV    | 35                | 29              | 83%          | ظهرت الحالات في مقاطعتي مبومو ومباندزا بمحافظة كفيت كويست في الفترة بين نوفمبر وديسمبر. |
| 2004                    | السودان | SUDV    | 17                | 7               | 41%          | ظهرت الحالات في المنطقة الغرب استوائية في مدينة يامبيو بجنوب السودان. تزامن حدوث هذا الوباء مع مع وباء للحصبة في نفس الوقت، وصُنف عديد الحالات المصابة بالإيبولا على أنها مصابة بالحصبة في ذلك الوقت. |
| 2007                    | جمهورية الكونغو الديمقراطية | EBOV    | 264               | 187             | 71%          | تفشى الوباء في 20 نوفمبر في مقاطعة كاساي الغربية. أُبلغ عن آخر حالة مصابة في 20 نوفمبر وأُبلغ عن آخر حالة وفاة في 10 أكتوبر. |
| 2007–2008               | أوغندا | BDBV    | 149               | 37              | 25%          | ظهرت أول حالة في مقاطعة بوندبيجيو في غرب أوغندا ما بين ديسمبر 2007 ويناير 2008. |
| 2008–2009               | جمهورية الكونغو الديمقراطية | EBOV    | 32                | 14              | 45%          | ظهرت الحالات في مويكا ولويبو بمقاطعة كاساي الغربية بين ديسمبر 2008 وفبراير 2009. |
| 2012                    | أوغندا | SUDV    | 24                | 17              | 71%          | ظهرت الحالات في مقاطعة كيبالا بين يوليو ونوفمبر. |
| 2012                    | جمهورية الكونغو الديمقراطية | BDBV    | 77                | 36              | 47%          | ظهرت الحالات في المقاطعة الشرقية بين يوليو ونوفمبر. |
| ديسمبر 2013– يونيو 2016 | واسع الانتشار: · ليبيريا · سيراليون · غينيا · محدود ومحلي: · نيجيريا · مالي · الولايات المتحدة · السنغال · إسبانيا · المملكة المتحدة · إيطاليا | EBOV    | وباء غرب افريقيا  | 28,616          | 11,310       | كان هذه الجائحة أشد تفشي للإيبولا في التاريخ المسجل فيما يتعلق بعدد الحالات البشرية والوفيات. بدأت في غيكيدو، ثم غينيا، في ديسمبر 2013 وانتشرت في الخارج. استمرت حالات انتشار المرض في عام 2016، وأُعلن عن انتهاء تفشي المرض في 9 يونيو 2016. |
| أغسطس – نوفمبر 2014     | جمهورية الكونغو الديمقراطية | EBOV    | 66                | 49              | 74%          | ظهرت الحالات ي المقاطعة الاستوائية. اكتشف الوباء في 24 أغسطس وأعلنت منظمة الصحة العالمية بحلول 28 أكتوبر مرور 20 يومًا على آخر حالة اكتشفت. أُعلن عن انتهاء الوباء في 15 ديسمبر. |
| مايو – يوليو 2018       | جمهورية الكونغو الديمقراطية | EBOV    | 54                | 33              | 61%          | في 8 مايو 2018، أبلغت حكومة جمهورية الكونغو الديمقراطية عن حالتين مؤكدتين للإصابة بفيروس إيبولا في بلدة بيكورو ‏ الواقعة شمال غرب البلاد. في 17 مايو، أُكدت حالة في مدينة مبانداكا. كانت السلطات تخطط للتطعيم بـ rVSV-ZEBOV، وهو لقاح تجريبي للإيبولا طُوّر مؤخرًا، لاحتواء تفشي المرض. وكان الانتشار. كان تفشي المرض مستمرًا اعتبارًا من 24 يونيو 2018، وفي عام 2014 تأثرت منطقة مختلفة من مقاطعة إكواتور. في 24 يوليو 2018، أُعلن عن انتهاء تفشي المرض. |
| أغسطس 2018 –يونيو 2020  | واسع الانتشار: جمهورية الكونغو الديمقراطية محدود ومحلي: أوغندا                                                                                 | EBOV    | 3,470             | 2,280           | 66%          | في 1 أغسطس 2018، أعلنت وزارة الصحة في جمهورية الكونغو الديمقراطية عن تفشي المرض عندما ثبتت إصابة أربعة أشخاص بفيروس الإيبولا. . في 11 يونيو 2019، أكدت منظمة الصحة العالمية وفاة طفل يبلغ من العمر خمس سنوات في أوغندا بعد تشخيص إصابته بالإيبولا. في 25 حزيران/يونيو 2020، أُعلن عن انتهاء ثاني أكبر فاشية لمرض فيروس الإيبولا على الإطلاق. |
| مايو 2020–نوفمبر 2020   | جمهورية الكونغو الديمقراطية | EBOV    | 130               | 55              | 42%          | في 31 مايو 2020، أعلن وزير الصحة في جمهورية الكونغو الديمقراطية إيتيني لونغوندو ‏ عن تفشي إضافي للإيبولا، منفصل عن تفشي الإيبولا في كيفو المستمر. نشأ تفشي المرض في مقاطعة إكواتور ‏ (والتي كانت أيضًا موقع تفشي الإيبولا في مقاطعة إكواتور 2018). بحلول 17 أكتوبر 2020، بلغ عدد الحالات 128 حالة و53 حالة وفاة. بحلول 18 نوفمبر 2020، لم تتلق منظمة الصحة العالمية والحكومة الكونغولية تقارير عن أي حالات إصابة بالإيبولا في مقاطعة إكواتور أو في جميع أنحاء جمهورية الكونغو الديمقراطية لمدة 42 يومًا.عندما أُعلن عن انتهاء تفشي المرض، أُبلغ عن 130 حالة إصابة و55 حالة وفاة بسبب الفيروس. |
| فبراير–مايو 2021        | جمهورية الكونغو الديمقراطية | EBOV    | 12                | 6               | 50%          | في 6 فبراير 2021، أعلنت وزارة الصحة العامة في جمهورية الكونغو الديمقراطية ‏ عن تفشي المرض في بوتيمبو ‏ بمقاطعة كيفو الشمالية. بحلول 3 مايو 2021، أُعلن عن انتهاء تفشي المرض. |
| فبراير–يونيو 2021       | غينيا | EBOV    | 23                | 12              | 52%          | أول حالات الإصابة بفيروس إيبولا والوفيات في البلاد منذ عام 2016.أُكدت الحالات الأولى في 14 فبراير 2021، وبحلول 9 أبريل 2021، أُبلغ عن 23 حالة إصابة بالفيروس، مع 12 حالة وفاة و9 حالات شفاء. وخلص العلماء إلى أن المصدر المحتمل لتفشي المرض هو رجل نجا من وباء إيبولا في غرب إفريقيا لكنه كان يأوي فيروس الإيبولا في جسده دون قصد، مما أدى في النهاية إلى نقله إلى شخص ما في مجتمعه، على الرغم من أن الحالة الأولى المعروفة لهذا التفشي الحالي كانت لممرضة توفيت في 28 يناير 2021. أُعلن عن انتهاء تفشي المرض في 19 يونيو 2021.                                                            |
| أكتوبر–ديسمبر 2021      | جمهورية الكونغو الديمقراطية | EBOV    | 11                | 9               | 82%          | في 8 أكتوبر 2021، أبلغت وزارة الصحة العامة في جمهورية الكونغو الديمقراطية عن حالة جديدة مؤكدة مختبريًا لمرض فيروس الإيبولا، وتم تأكيد عشر حالات أخرى ذات صلة لاحقًا. وفي 16 ديسمبر، أُعلن عن انتهاء تفشي المرض. |
| سبتمبر 2022–يونيو 2023  | أوغندا | SUDV    | 164               | 77              | 47%          | في 20 سبتمبر 2022، تم الإعلان عن تفشي المرض في مقاطعة موبيندي ‏، أوغندا. وتوفي سبعة وسبعون شخصًا، وتم اكتشاف 164 حالة. تم الإعلان عن انتهاء تفشي المرض في يناير 2023. |

### الحالات الفردية
| تاريخ     | البلد                       | الفيروس      | عدد الإصابات البشرية | عدد وفيات البشر | الوصف |
| --------- | --------------------------- | ------------ | -------------------- | --------------- | --- |
| 1976      | المملكة المتحدة             | SUDV or EBOV | 1                    | 0               | حدثت إصابات في المختبر نتيجة الإصابة عن طريق الوخز بالإبر الملوثة العرضي. |
| 1977      | زائير                       | EBOV         | 1                    | 1               | لوحظ المرض بشكل رجعي في قرية تاندالا. |
| 1989–1990 | الفلبين                     | RESTV        | 3                    | 0               | ارتفعت نسبة الوفيات بين قرود المكاك الآكلة للسلطعون في منشأة بالولايات المتحدة مسؤولة عن تصدير الحيوانات. كوّن ثلاثة عاملين بالمنشأة أجسامًا مضادة دون أن يمرضوا. |
| 1989      | الولايات المتحدة            | RESTV        | 0                    | 0               | ظهر فيروس ريستون في مصحات الحجر الصحي في فيرجينيا وبنسيلفانيا عن طريق القرود المستوردة من الفلبين دو حدوث أي إصابات بشرية. |
| 1990      | الولايات المتحدة            | RESTV        | 4                    | 0               | ظهر فيروس ريستون في مصحات الحجر الصحي في فيرجينيا وتكساس عن طريق القرود المستوردة من الفلبيينز كوّن أربع أفراد أجسامًا مضادة للفيروس دون الإصابة بالمرض |
| 1992      | إيطاليا                     | RESTV        | 0                    | 0               | ظهر فيروس ريستون في مصحات الحجر الصحي في سيينا عن طريق القرود المستوردة من نفس المنشأة بالفلبيين عند حدوث حالات الولايات المتحدة عامي 1989 و1990 مع عدم حدوث أي إصابات بشرية. |
| 1994      | ساحل العاج                  | TAFV         | 1                    | 0               | كانت أول وآخر مرة يُكتشف فيها فيروس غابات تاي.أصيب أحد العلماء بعد أسبوع تقريبًا من التخلص من أحد جثث الشيمبانزي في حديقة تاي الوطنية وأظهر أعراضًا مشابهة لحمى الضنك. خرجت من المستشفى بعد أسبوعين وتعافت بشكل كامل بعد 6 أسابيع. |
| 1995      | ساحل العاج                  | غير معروف    | 1                    | 0               | أُصيب أحد الهاربين من الحرب الأهلية من ليبيريا بالإيبولا في جوزون. |
| 1996      | جنوب إفريقيا                | EBOV         | 2                    | 1               | أُصيب أحد الأطباء المسافرين من جوهانسبرغ إلى الجابون في أكتوبر عام 1996 بعد معالجته لبعض الحالات المصابة بالإيبولا. تمت رعايته في المستشقى، لكن الممرضة التي اعتنت به أُصيب بالإيبولا وتوفيت جراء ذلك. |
| 1996      | الولايات المتحدة            | RESTV        | 0                    | 0               | ظهر فيروس ريستون في مصحات الحجر الصحي في تكساس عن طريق القرود المستوردة من نفس المنشأة بالفلبيين عند حدوث حالات الولايات المتحدة عامي 1989 و1990 مع عدم حدوث أي إصابات بشرية. |
| 1996      | الفلبين                     | RESTV        | 0                    | 0               | ظهر فيروس ريستون في في منشأة توريد القرود مع دم حدوث أي إصابات بشرية. |
| 1996      | روسيا                       | EBOV         | 1                    | 1               | إصابة مخبرية. |
| 2004      | روسيا                       | EBOV         | 1                    | 1               | إصابة مخبرية. |
| 2008      | الفلبين                     | RESTV        | 6                    | 0               | ظهرت أول حالة إصابة بفيروس ريستون في الخنازير. كانت السلالة مشابهة للسلالات الأولى. كوّن 6 عاملين بالمراعي والمذابح أجسامًا مضادة للفيروس دون أن يمرضوا. |
| 2015      | الفلبين                     | RESTV        | 0                    | 0               | أعلن وزير الصحة الفلبيني في 6 سبتمبر عام 2015 عن تفشي حالات من الإصابة بفيروس ريستون في أحد منشآت تربية الحيوانات. وجاءت اختبارات الكشف عن الإصابة بالفيروس في ال25 عاملًا في المنشأة بالسلب. |
| 2017      | جمهورية الكونغو الديمقراطية | EBOV         | 8                    | 4               | في 11 أيار/مايو 2017، أبلغت وزارة الصحة العامة في جمهورية الكونغو الديمقراطية ‏ منظمة الصحة العالمية عن تفشي فيروس الإيبولا في منطقة ليكاتي الصحية (LHZ) في مقاطعة باس-أويلي، في الجزء الشمالي من البلاد. وأُبلغ عن حالات يشتبه في إصابتها في نامبوا وموما ونجاي. تقع منطقة منطقة ليكاتي الصحية (LHZ) على حدود جمهورية أفريقيا الوسطى، مما جعل هذا التفشي يمثل خطرًا معتدلًا على المنطقة. |
| 2018      | المجر                       | N/A          | 0                    | 0               | في 20 أبريل 2018، أدى حادث مختبري إلى تعرض عامل واحد لفيروس الإيبولا، رغم أنه لم تظهر عليه الأعراض. |
| 2022      | جمهورية الكونغو الديمقراطية | EBOV         | 5                    | 5               | بدأ تفشي المرض في جمهورية الكونغو الديمقراطية في 23 أبريل، وأودى بحياة 100% من المصابين. |
| 2022      | جمهورية الكونغو الديمقراطية | EBOV         | 1                    | 1               | أُكدت حالة واحدة في شمال كيفو. |

## مزيد من القراءة
- Pacheco, Daniela Alexandra de Meneses Rocha. "Ebola virus – from neglected threat to global emergency state" en. Revista da Associação Médica Brasileira (بالإنجليزية). Archived from the original on 2010-12-20. Retrieved 2016-09-24. {{استشهاد بدورية محكمة}}: الوسيط غير صالح |script-title=: بادئة مفقودة (help)